# Țarul Ivan își schimbă profesia
Țarul Ivan își schimbă profesia (titlu original: în rusă Иван Васильевич меняет профессию, transliterat: Ivan Vasilievici meneaet professiu) este un film sovietic SF de comedie din 1973 regizat de Leonid Gaidai. Rolurile principale au fost interpretate de actorii Iuri Iakovlev, Leonid Kuravlev și Aleksandr Demianenko. În Statele Unite a fost comercializat sub titlul Ivan Vasilievich: Back to the Future Filmul este bazat pe piesa de teatru Ivan Vasilievici de Mihail Bulgakov, fiind unul dintre cele mai vizionate filme sovietice în 1973 cu peste 60 de milioane de bilete vândute.

## Rezumat
Inginerul Șurik a inventat o mașină a timpului în apartamentul său. Accidental, el trimite doi oameni înapoi în timpul domniei lui Ivan cel Groaznic, în timp ce țarul Ivan este trimis de aceeași mașină în apartamentul lui Șurik.

## Lansare
A fost lansat în anul 1973 și a avut parte de un mare succes comercial, fiind vizionat de 60,7 milioane de spectatori în cinematografele din Uniunea Sovietică, ceea ce-l plasează pe locul 16 între cele mai vizionate filme sovietice pe parcursul unui an.

## Parodii
- Țarul Ivan schimbă totul (2023)